# Бураково (сельское поселение Шолохово)
Бураково  — деревня в Ржевском муниципальном округе Тверской области.

## География
Находится в южной части Тверской области на расстоянии приблизительно 33 км по прямой на северо-запад от города Ржев у дороги Ржев-Селижарово.

## История
Деревня была отмечена еще на карте 1825 года. В 1859 году здесь (деревня Ржевского уезда Тверской губернии) было учтено 7 дворов, в 1939—16. Входила до 2013 года в состав сельского поселения «Шолохово», с 2013 до 2022 года в состав сельского поселения «Итомля» до его упразднения.

## Население
Численность населения: 78 человек (1859 год), 0 как в 2002 году, так и в 2010.